# Business Cycles
Business Cyles (dt. „Konjunkturzyklen“) ist ein Werk des Ökonomen Joseph Schumpeter. Es erschien zuerst 1939. Sein vollständiger Titel lautet: Business Cycles. A Theoretical, Historical and Statistical Analysis of the Capitalist Process.
Das Werk enthält eine sehr detailreiche Untersuchung konjunktureller Wechsellagen, die der kapitalistischen Wirtschaftsform eigentümlich sind. Laut Schumpeter ist der wirtschaftliche Entwicklungsprozess durch diskontinuierliche Innovationen geprägt. Das kumulierte Auftreten von Innovation sorgt für positive konjunkturelle Schübe. Schumpeter exemplifiziert seine Thesen mit ausgiebigen historischen Darstellungen von Schlüsselinnovationen wie etwa dem Eisenbahnbau (Kapitel VII, C).
Das Werk stand lange im Schatten von John Maynard Keynes Werk The General Theory of Employment, Interest and Money, die auch wegen ihrer wirtschaftspolitischen Aspekte sofort nach ihrem Erscheinen 1936 hohe Aufmerksamkeit genoss.

## Ausgaben
- Business Cycles. A Theoretical, Historical and Statistical Analysis of the Capitalist Process, New York/London 1939
- Joseph A. Schumpeter, Konjunkturzyklen. Eine theoretische, historische und statistische Analyse des kapitalistischen Prozesses, Göttingen 2008